# Jaime Jimeno de Lobera
Jaime Jimeno de Lobera (Ojos Negros, - Teruel, 10 de diciembre de 1594) fue un religioso aragonés, que fue obispo de Teruel y virrey de Aragón (1590-1593).

## Familia
Provenía de una familia de hidalgos, de apellido transcrito como Jimeno o Ximeno y siendo sus padres Juan Ximeno de Lobera y de su esposa Ana Martínez, quienes tuvieron otros dos hijos y otras dos hijas además de Jaime. Estaban afincados en Calamocha y ocupaban varios cargos en el Reino de Aragón. Su hermano Andrés, fue ayudante del tesorero del reino y su hermana María se casó con el justicia de Aragón Urbano Jiménez de Aragüés.  

## Vida
Estudió en la Universidad de Huesca, donde fue rector en el curso 1566-1567 y estando destinado a la vida eclesiástica, desarrolló su carrera religiosa en el Pirineo aragonés, empezando como arcediano en la Catedral de Huesca y más tarde en Jaca, siendo oficial de la Inquisición durante su estancia en ambas ciudades. Elegido para la recién creada sede episcopal de Teruel el 24 de noviembre de 1579 por el rey Felipe II, se convirtió en uno de los principales responsables de su implantación y donde celebró sínodo general en 1588 publicando a continuación las "Constituciones". Ocuparía dicho obispado hasta su muerte.  
Como Obispo de Teruel asistió a las cortes de Monzón de 1585.

## Virrey de Aragón
Como una de las más altas figuras aragonesas de su tiempo fue virrey, estando su mandato fuertemente marcado por las polémicas. Su propia elección se debe al desenlace del pleito del virrey extranjero, donde las reclamaciones por el origen extranjero del marqués de Almenara llevaron al rey a promoverlo como entendimiento y no juró su oficio el 15 de noviembre, siete meses después de su elección, que se había realizado el abril de 1590. Como virrey tuvo que afrontar problemas derivados del desafecto con la administración más centralista, el conflicto de Ribagorza y el enjuiciamiento de Antonio Pérez. En 1591, dichos conflictos culminaron en las llamadas Alteraciones de Aragón, que marcarían el comienzo de un mayor control real sobre la región.

## Semblanza
Muchos de sus biógrafos resaltaron su condición de eclesiástico como definitorio en su carácter, siendo descrito a menudo como un hombre blando. 

"un buen clérigo, y no para el oficio de Virrey ni gravedad de este caso"
Francisco de Gurrea y Aragón

A menudo se le consideraba una marioneta dirigida por el marqués de Almenara, Íñigo López de Mendoza y Manrique de Luna.